# Charles James Fox

Charles James Fox

Charles James Fox (* 24. Januar 1749 in Westminster; † 13. September 1806 in Chiswick) war ein britischer Staatsmann und Redner.

## Leben und Wirken
Fox war der zweite überlebende Sohn von Henry Fox, 1. Baron Holland, Staatssekretär Georgs II., aus dessen Ehe mit Caroline Lennox, 1. Baroness Holland. Nachdem er die Westminster School und das Eton College besucht hatte, unternahm er 1763 eine Grand Tour auf den Kontinent. Sein anschließendes Studium am Hertford College der Universität Oxford brach er ab und unternahm stattdessen weitere Reisen auf den Kontinent, insbesondere nach Frankreich. 1768 wurde er durch väterliche Vermittlung als Abgeordneter für das „Rotten borough“ Midhurst in Sussex ins House of Commons gewählt, wo er anfangs den Premierminister Lord North unterstützte und sich durch seine rednerische Begabung so hervortat, dass er 1770 zum Lord der Admiralität und 1772 zum Schatzkanzler ernannt wurde.
Vor allem durch seine Opposition gegen den Royal Marriages Act 1772 und seine Anträge zur Bestrafung eines Pressvergehens fiel er beim König in Ungnade. Im Jahr 1774 wurde er aus der Regierung entlassen, worauf er sich mit den Führern der oppositionellen Whigs, Edmund Burke und Charles Pratt, 1. Earl Camden (1714–1794) verbündete. Zunächst griff er vor allem die Amerikapolitik der Regierung an, indem er das Selbstbesteuerungsrecht der Kolonien verteidigte und für einen Frieden mit den rebellierenden Kolonien eintrat. Bis 1774 war er Unterhausabgeordneter für Midhurst, von 1774 bis 1780 für Malmesbury in Wiltshire, 1780 bis 1806 für Westminster.
Bei Norths Rücktritt 1782 wurde er Mitglied der neuen Regierung Rockingham-Shelburne als der erste britische Außenminister und schlug die sofortige Anerkennung der amerikanischen Unabhängigkeit vor, legte jedoch nach dem Tod Rockinghams infolge von Differenzen mit Shelburne sein Amt nieder, worauf der König den jungen William Pitt zu seiner rechten Hand machte. Zwischen beiden begann ein erbitterter Kampf, der 1783 den Sturz des Ministeriums Shelburne-Pitt herbeiführte, während Fox mit North als Staatssekretär in die vom Duke of Portland gebildete Koalitionsregierung eintrat, die den Frieden mit Amerika schloss.
Schon nach neun Monaten stürzte auch diese Regierung, in der Fox und nicht der Premierminister die beherrschende Gestalt war. Das von Fox eingebrachte Gesetz, das die Missbräuche der Ostindischen Kompanie beenden und die Verwaltung der ostindischen Kolonien in die Hände der Regierung bringen sollte, wurde zwar im House of Commons angenommen, vom House of Lords aber auf Druck des Königs verworfen.
Sofort entließ der König die Regierung und stellte Pitt an die Spitze des neuen Kabinetts. Fox wurde für Westminster erneut gewählt und wurde einer der Führer der Opposition. Er bekämpfte die Regierung bei dem Prozess des ostindischen Statthalters Warren Hastings, schlug 1787 die Abschaffung der Sklaverei vor und machte bei den ersten Anzeichen der Geisteskrankheit des Königs die Rechte des Prince of Wales auf die Regentschaft geltend, während Pitt die Entscheidung über die Regentschaft dem Parlament vorbehalten wissen wollte.
Die Französische Revolution befürwortete Fox, wodurch er sich mit Burke und dem größten Teil seiner anderen politischen Freunde überwarf. Nachdem er von 1792 bis 1797 anfangs an der Spitze einer kleinen Opposition, zuletzt fast ganz allein vergebens die kriegerische Politik der Regierung gegen das revolutionäre Frankreich und ihre Repressivmaßregeln in Großbritannien bekämpft hatte, zog er sich 1797 auf seinen Landsitz St. Ann’s Hill bei Chertsey in Surrey zurück. Dort widmete er sich der Landwirtschaft und literarischen Beschäftigungen. 1802 wurde er zum auswärtigen Mitglied der Académie des Inscriptions et Belles-Lettres in Paris gewählt.
Nach dem Frieden von Amiens 1802 machte er eine Reise nach Frankreich. Nach seiner Rückkehr gelang ihm zwar durch die Vereinigung der Whigs der Sturz des Kabinetts Addington, das einen neuen Krieg mit Frankreich plante, doch widersetzte sich der König seinem Eintritt in die Regierung, den diesmal selbst Pitt vorschlug. Fox wurde erneut exponierter Vertreter der Opposition, bis Pitts Tod im Januar 1806 den König zwang, sich ein Kabinett Grenville gefallen zu lassen, in dem Fox zum dritten Mal Staatssekretär wurde.
Er riet zu einer Verständigung mit Napoleon. Als der französische Kaiser dazu nicht bereit war, befürwortete Fox eine Fortsetzung des Kriegs, doch er starb schon am 13. September 1806 an der Bauchwassersucht.
Fox gilt als einer der bedeutendsten Redner des britischen Parlamentarismus. Als Privatmann hatte er wegen seiner Spielsucht unter Vermögensproblemen zu leiden.
In seiner unvollendeten History of the early part of the reign of James II. (London 1808; deutsch von Soltau, Hamburg 1810) verteidigte er die Revolution von 1688. Seine Speeches in the house of Commons erschienen in London 1815 (6 Bde.), in Auswahl 1847.
Im Jahr 1816 wurde ihm auf dem Bloomsbury Square in London eine Bildsäule und 1818 ein Denkmal in der Westminster Abbey errichtet.

## Verfilmungen
- In Carol Reeds Spielfilm The Young Mr. Pitt (1942) wurde er von Robert Morley dargestellt.
- In Amazing Grace, einem Historienfilm von Michael Apted aus dem Jahr 2006 über die Abschaffung der Sklaverei in Großbritannien, wird Fox von Michael Gambon verkörpert.